# Emil Martínez
Emil José Martínez Cruz (El Progreso, 17 de setembro de 1982) é um futebolista hondurenho que atua como meia-atacante. Atualmente, joga pelo Marathón.

## Carreira
Emil Martínez fez parte do elenco da Seleção Hondurenha de Futebol nas Olimpíadas de 2008.

## Títulos

### Clubes
CD Marathón
- Liga Nacional de Fútbol de Honduras: 2001-02 (Clausura), 2002-03 (Clausura), 2004-05 (Apertura), 2007-08 (Apertura)

Beijing Guoan
- Super Liga Chinesa: 2009

### Individuais
- MVP da Super Liga Chinesa: 2008